# کلاید لاولت
کلاید لاولت (انگلیسی: Clyde Lovellette؛ زاده ۷ سپتامبر ۱۹۲۹ - درگذشته ۹ مارس ۲۰۱۶) یک بازیکن بسکتبال اهل ایالات متحده آمریکا بود.